# Triple saut masculin aux Jeux olympiques d'été de 1984
Navigation
Moscou 1980 Séoul 1988
L'épreuve du triple saut masculin aux Jeux olympiques de 1984 s'est déroulée les 3 et 4 août 1984 au Memorial Coliseum de Los Angeles, aux États-Unis. Elle est remportée par l'Américain Al Joyner.

## Résultats

### Finale
| Rang               | Athlète        | Pays                 | Essais | Essais | Essais | Essais | Essais | Essais | Marque  | Note |
| Rang               | Athlète        | Pays                 | 1      | 2      | 3      | 4      | 5      | 6      | Marque  | Note |
| ------------------ | -------------- | -------------------- | ------ | ------ | ------ | ------ | ------ | ------ | ------- | ---- |
| Médaille d'or      | Al Joyner      | États-Unis           | 17.26  | 17.04  | 16.83  | —      | 16.94  | 17.04  | 17.26 m |      |
| Médaille d'argent  | Mike Conley    | États-Unis           | 16.91  | X      | 17.18  | X      | X      | X      | 17.18 m |      |
| Médaille de bronze | Keith Connor   | Royaume-Uni          | 16.72  | 16.87  | X      | 16.63  | 16.67  | 16.81  | 16.87 m |      |
| 4                  | Zou Zhenxian   | Chine                | 16.83  | 16.71  | 16.16  | X      | 16.33  | 16.40  | 16.83 m |      |
| 5                  | Peter Bouschen | Allemagne de l'Ouest | 16.04  | 16.77  | 16.38  | 16.58  | 16.28  | 16.75  | 16.77 m |      |
| 6                  | Willie Banks   | États-Unis           | 16.23  | 16.75  | X      | X      | 16.33  | 16.51  | 16.75 m |      |
| 7                  | Ajayi Agbebaku | Nigeria              | 14.84  | 16.67  | —      | —      | —      | —      | 16.67 m |      |
| 8                  | Eric McCalla   | Royaume-Uni          | 16.64  | X      | 15.89  | —      | X      | 16.66  | 16.66 m |      |
| 9                  | Joseph Taiwo   | Nigeria              | 16.36  | 16.64  | 16.61  | 16.12  | 16.57  | 16.32  | 16.64 m |      |
| 10                 | John Herbert   | Royaume-Uni          | 16.35  | 16.05  | 16.40  |        |        |        | 16.40 m |      |
| 11                 | Hassan Badra   | Égypte               | 15.52  | 15.74  | 16.07  |        |        |        | 16.07 m |      |
| 12                 | Mamadou Diallo | Sénégal              | 15.99  | 15.69  | —      |        |        |        | 15.99 m |      |

## Légende
Records et Performances
- AR : Record continental (area record)
- CR : Record des championnats (championship record)
- MR : Record du meeting (meet record)
- NR : Record national (national record)
- OR : Record olympique (olympic record)
- PR : Record paralympique (paralympic record)
- PB : Record personnel (personal best)
- SB : Meilleure performance personnelle de la saison (season's best)
- WL : Meilleure performance mondiale de l'année (world leader)
- WJR : Record du monde junior (world junior record)
- WR : Record du monde (world record)

Circonstances et Conditions
- DNF : N'a pas terminé (did not finish)
- DNS : N'a pas pris le départ (did not start)
- DQ : Disqualification (disqualification)
- NM : Aucun essai valable enregistré (No Mark)
- Q : Qualifié « directement » au prochain tour (ou à la prochaine compétition), lors d'une compétition majeure, grâce au classement ou à la réalisation des minima (automatic qualifier)
- q : Qualifié au prochain tour (ou à la prochaine compétition), lors d'une compétition majeure, grâce au repêchage ou à la réalisation de l'une des meilleures performances parmi celles des « non qualifiés directement » (grâce au meilleur temps ou à la meilleure distance par exemple) (secondary qualifier)